# 79. вечити дерби у фудбалу
79. вечити дерби у фудбалу је фудбалска утакмица одиграна у Београду 12. октобра 1986. године, између Црвене звезде и Партизана. Утакмица се завршила резултатом 2 : 0 (0 : 0) за Партизан.